# Schronisko na Ermanovcu
Schronisko na Ermanovcu (słoweń. Planinska koča na Ermanovcu) – schronisko turystyczne na grzbiecie na północny zachód od szczytu Ermanovec (1026 m n.p.m.). Schronisko zostało otwarte w 1986. Do 1994 nosiło imię Triglavskiej - XXXI dywizji uderzeniowej (Dom Triglavske - XXXI. udarne divizije) na cześć oddziałów tej dywizji, które walczyły na tym obszarze.Ma dwa pomieszczenia dla gości z 35 miejscami i barem oraz oferuje nocleg w 4 pokojach z 14 łóżkami i w sali wspólnej z 20 miejscami. Schronisko działa od 1 maja do 30 listopada, w miesiącach zimowych zaś w soboty, niedziele i święta.

## Dostęp
- z Sovodnja (1,15h)
- z Trebiji przez Starą Oselnicę (1,30h)
- z Kladna (1h)
- ze wszystkich wymienionych kierunków jest możliwy dostęp do schroniska także drogą lokalną.

## Szlaki
- na Ermanovec (1026 m) 20min.
- na Bevkov vrh (1051 m) 2h